# Tanie Kitabayashi
Tanie Kitabayashi (北林谷栄 Kitabayashi Tanie?, Tokio, 21 de mayo de 1911-Tokio, 27 de abril de 2010) fue una actriz y actriz de doblaje japonesa. Su nombre real era Reiko Ando hasta que empezó como actriz de teatro. Kitabayashi fue miembro fundador de la afamada Compañía de Teatro Mingei, fundada en 1950. Al principio de su carrera, se caracterizó por hacer papeles de ancianas y en 1960, consiguió el premio a la mejor actriz en los Premios Blue Ribbon y ebn los Premios de cine de Mainichi por Kiku to Isamu. También ganó el Premio de la Academia japonesa a la mejor actriz por Dai yûkai (1991). Moriría el 27 de abril de 2010 a causa de una neumonía en un hospital de Tokio.

## Filmografía

### Películas
- Los niños de Hiroshima (Genbaku no ko) (1952)
- Epítome (Shukuzu) (1953)
- Nihon no higeki (1953)
- Vida de una mujer (Onna no issho) (1953)
- Kyôdai (1955)
- Mahiru no ankoku (1956)
- Shirogane Shinjū (1956)
- El arpa birmana (Biruma no tategoto) (1956)
- The Hole (1957)
- Yūrakuchō de Aimashō (1957)
- Enjō (1958)
- Kiku to Isamu (1959)
- La llave (Kagi) (1959)
- El hermano mayor (Nianchan) (1959)
- El entierro del sol (Taiyô no hakaba) (1960)
- La leyenda de Buda (Shaka) (1961)
- The Insect Woman (1963)
- La mujer insecto (Nippon konchûki) (1963)
- Deseos impuros (Akai satsui) (1964)
- Karei-naru ichizoku (1969)
- Senba zuru (1969)
- Kagerô (1974)
- Sombras de una guerra (Ningen no shômei) (1977)
- Ah! Nomugi toge (1979)
- Eki (1981)
- Giwaku (1982)
- El arpa birmana (Biruma no tategoto) (1985)
- Mi vecino Totoro (Tonari no Totoro) (1988) (voz)
- Rikyu (1989) – Ōmandokoro
- Dai yûkai (1991) – Mrs. Toshiko Yanagawa
- Yomigaeri (2002)
- Amida-do dayori (2002)